# 南部栄信
南部 栄信（なんぶ さきのぶ、安政5年5月15日（1858年6月25日） – 明治9年（1876年）3月26日）は、旧八戸南部家の10代当主。

## 生涯
安政5年（1858年）、陸奥八戸藩第9代藩主・南部信順の長男として八戸城内にて生まれる。生母は江戸商家の娘、ふき。明治4年（1871年）に家督を信順から譲られる。明治5年（1872年）に八戸から東京に移り住む。明治7年（1874年）2月に南部利剛次女の麻子と結婚する。同年11月アメリカに留学するも、明治9年（1876年）に病のため帰国する。同年3月に死去した。享年19。麻子との間に子はなく、家督は麻子が継いだ。
栄信が家督を継いだ当時、南部家の財政事情は苦しかったとされ、明治7年（1874年）に旧八戸藩江戸藩邸を1万5000円（当時）で静寛院宮邸として売却し、豊島の邸宅を2600円（当時）で購入し転居している。